# Laufersweiler

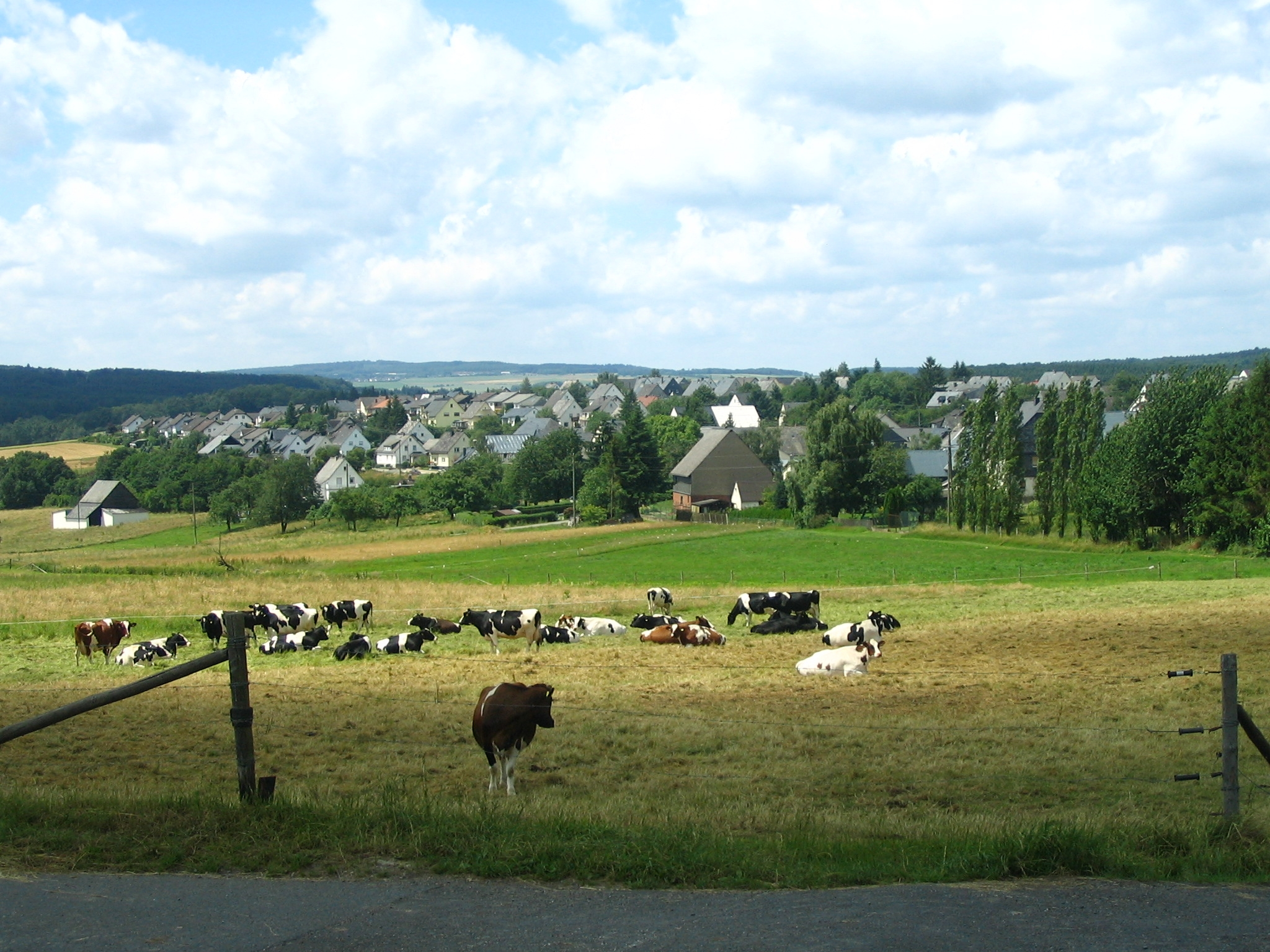
Ortsansicht von Südosten

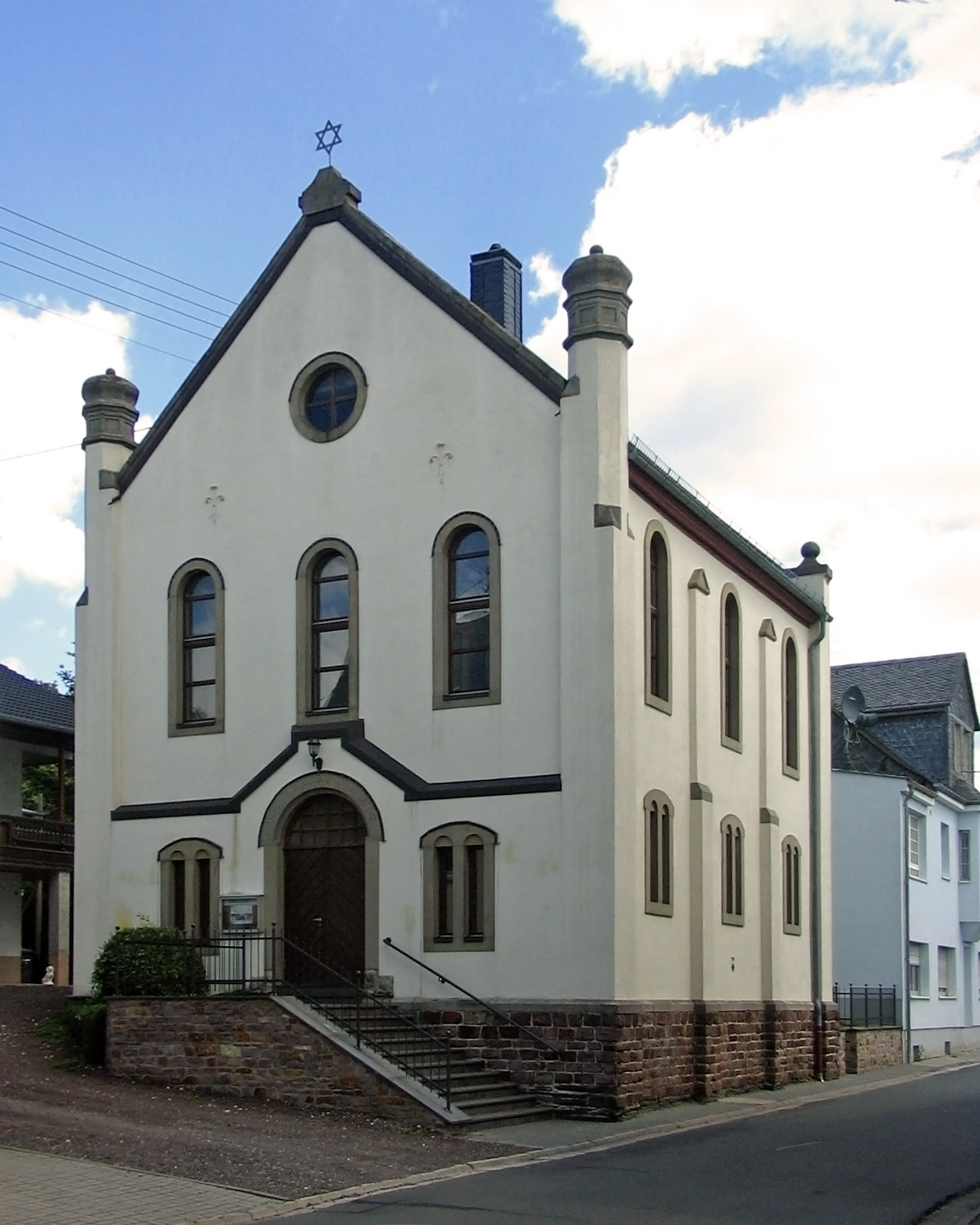
Renovierte Synagoge

Laufersweiler ist eine Ortsgemeinde im Rhein-Hunsrück-Kreis in Rheinland-Pfalz. Sie gehört der Verbandsgemeinde Kirchberg (Hunsrück) an.

## Ortsgeschichte

### Bis zur frühen Neuzeit
Nach ur- und frühgeschichtlichen Funden könnte das Gebiet von Laufersweiler bereits in der Bronze- und Hallstattzeit besiedelt gewesen sein. In der Römerzeit verlief an der Gemarkungsgrenze zwischen Laufersweiler und Niederweiler  die Ausoniusstraße von Trier nach Bingen am Rhein. Bodenfunde deuten auf eine Besiedlung in der Römerzeit.
Der Ort wurde erstmals im Jahre 1283 als „Leuferswilre“ im Besitz der Wildgrafen, den späteren Wild- und Rheingrafen, urkundlich erwähnt. Im 14. Jahrhundert wechselten die Besitzverhältnisse, indem ein Teil der Ortschaft ein kurtrierisches Lehen wurde und ein Teil den Freiherren vom Schmidtburg unterstand. Seit dem späten Mittelalter gehörte Laufersweiler zum Hochgerichtsbezirk Rhaunen. Im Jahre 1563 besaß Laufersweiler 34 bzw. 35 Haushaltungen, die verschiedenen Grundherren unterstanden.

### Kirchlich
Als erstes Kirchengebäude in Laufersweiler wurde im Jahre 1405 eine Marienkapelle urkundlich erwähnt. Unbekannt ist dagegen, wann die 1839 abgebrannte Kirche St. Laurentius errichtet wurde. Diese unterstand zunächst dem Kirchspiel Hausen. Nach der endgültigen Einführung der Reformation in den 1560er Jahren durch die Wild- und Rheingrafen wurde Laufersweiler spätestens im Jahre 1602 eine selbständige evangelische Pfarrei. Ein erstes Pfarrhaus wurde 1617 errichtet. Schon um 1645, gegen Ende des Dreißigjährigen Krieges war der Hunsrück erstmals französisch besetzt, ebenso während der Eroberungskriege Ludwigs XIV. Um 1685 wurde die Kirche St. Laurentius auf Verlangen der Franzosen in ein Simultaneum umgewandelt, in dem evangelische und katholische Gottesdienste gefeiert wurden.

### Poststation
Seit der Mitte des 16. Jahrhunderts bestand in Laufersweiler eine Poststation am Niederländischen Postkurs von Brüssel nach Augsburg, Innsbruck, Trient, Venedig, Mailand und Rom. Diese Poststation wurde erstmals in den Dokumenten zum Postraub von 1561 genannt, als die reitende Post auf dem Weg von Laufersweiler nach Eckweiler überfallen wurde. Nach diesen Dokumenten war 1561 ein gewisser Hans aus Wittlich Posthalter in Laufersweiler. Sein Nachfolger im späten 16. Jahrhundert war Niclas Faust, der eine Posthalterdynastie begründete. Die Poststation überlebte auch das 18. Jahrhundert. Im Jahre 1867 lag Laufersweiler am neu eingerichteten Postkurs von Kirn nach Büchenbeuren. 1886 wurde die Poststation als Postagentur der Deutschen Reichspost neu gegründet und überdauerte bis 1994.

### Nach der französischen Revolution
Mit der Besetzung der westlichen Rheinseite 1794 durch französische Revolutionstruppen wurde Laufersweiler französisch, 1815 wurde der Ort auf dem Wiener Kongress preußisch. Nach dem verheerenden Ortsbrand von 1839, dem auch die Kirche zum Opfer fiel, wurde 1842 eine neue Simultankirche erbaut. Eine eigene evangelische Kirche im Stil der Neuromanik wurde erst 1892/1893 errichtet.
In Laufersweiler bestand spätestens seit dem 18. Jahrhundert eine jüdische Gemeinde mit einem eigenen Friedhof. Eine erste Synagoge bestand bereits vor 1832. Die 1910/11 errichtete Synagoge wurde im Novemberpogrom am 9. November 1938 verwüstet. In den Folgejahren wurden 24 Juden aus Laufersweiler Opfer des Holocaust. Wegen der großen Nähe zu den Nachbarhäusern wurde die Synagoge während der Zeit des Nationalsozialismus nicht angezündet. Ab 1955 wurde die Synagoge als Gefrierhaus und Wäscherei genutzt und 1986 restauriert; ein Förderkreis betreut die Einrichtung.
Seit 1946 gehört Laufersweiler zum Land Rheinland-Pfalz und seit der Verwaltungsreform 1970 zur Verbandsgemeinde Kirchberg.

## Religion
47 % der Einwohner von Laufersweiler sind evangelisch, 36 % katholisch. Die örtliche evangelische Kirche gehört zur Kirchengemeinde Büchenbeuren-Laufersweiler-Gösenroth im Kirchenkreis Simmern-Trarbach der Evangelischen Kirche im Rheinland. Die katholische Pfarrei St. Laurentius ist dem Dekanat Simmern-Kastellaun im Bistum Trier zugeordnet.

## Politik

### Bürgermeister
Ortsbürgermeister von Laufersweiler ist Rudi Schneider. Bei der Kommunalwahl am 26. Mai 2019 wurde er mit einem Stimmenanteil von 77,41 % in seinem Amt bestätigt. Er wurde im Juni 2024 wiedergewählt.

### Wappen
| Wappen von Laufersweiler | Blasonierung: „Geteilt; oben in Silber ein rotes Balkenkreuz, unten in Schwarz eine silberne Schnalle.“                                                                                  |
| Wappen von Laufersweiler | Wappenbegründung: Die obere Schildhälfte verweist auf die ehemalige Zugehörigkeit zu Kurtrier, die untere Schildhälfte nimmt Bezug auf das Wappen der Freiherren Schenk von Schmidtburg. |

## Sehenswertes
In der ehemaligen Synagoge befindet sich ein Museum für jüdische Geschichte des Hunsrück. Eine Dokumentensammlung im Rahmen einer Dauerausstellung kann hier besichtigt werden.
Im Unterdorf und in der Kirchgasse existieren sehenswerte Fachwerkbauten mit geschnitzten Haustüren.
Das ehemalige Rathaus stammt aus dem 17. Jahrhundert. Hier ist besonders der Überbau mit der ehemaligen Unterkunft für das fahrende Volk erwähnenswert.
Siehe auch:
- Liste der Kulturdenkmäler in Laufersweiler
- Liste der Naturdenkmale in Laufersweiler

## Vereine und Veranstaltungen
In Laufersweiler gibt es mehrere Vereine:
- Theaterfreunde Laufersweiler
- SG Gösenroth - Laufersweiler
- Akkordeonorchester & Musikfreunde Hunsrück
- Heimat- und Wanderverein
- TV 1911 Laufersweiler
- Gemischter Chor Frohsinn
- Feuerwehrförderverein Laufersweiler

## Söhne und Töchter der Ortsgemeinde
- Ludwig Alsdorf (1904–1978), Indologe
- Aloys Felke (1927–1997), Unternehmer und Politiker in Rheinland-Pfalz
- Franz Felke (1902–1990), Schreiner und Unternehmer (Möbelwerk)
- Günter Felke (1929–2005), Unternehmer, Numismatiker und Kulturförderer
- Michael Felke (1895–1977), Unternehmer und Industriepionier
- Walter Felke (1928–2017), Unternehmer und Kommunalpolitiker
- Bernhard Mayer (1866–1946), Pelzhändler, Anarchist, Mäzen und Kunstsammler
- Werner Meurer (1911–1986), Bildhauer und Maler
- Catherine Wirth (1931–2006), Schriftstellerin